# Alcis tindzinaria
Alcis tindzinaria är en fjärilsart som beskrevs av Charles Oberthür 1893. Alcis tindzinaria ingår i släktet Alcis och familjen mätare. Inga underarter finns listade i Catalogue of Life.